# دیوید لنگتون
دیوید موئیر لنگتون (انگلیسی: David Muir Langton؛ ‏ ۱۶ آوریل ۱۹۱۲ – ۲۵ آوریل ۱۹۹۴) بازیگر اهل بریتانیا بود.
از فیلم‌ها یا برنامه‌های تلویزیونی که وی در آن نقش داشته‌است، می‌توان به کوئینتت، ژان مقدس، خیانتکار، شب‌زنده‌داری با بزن و بکوب و سگ باسکرویل اشاره کرد.